# 1912 في الجزائر
الأحداث من عام  1912 في الجزائر.

## المواليد
- 13 مارس – محمد خيضر – أحد قادة الثورة الجزائرية وسياسي جزائري.[1][2]